# Ganoderma curtisii
Ganoderma curtisii är en svampart som först beskrevs av Miles Joseph Berkeley, och fick sitt nu gällande namn av William Alphonso Murrill 1908. Ganoderma curtisii ingår i släktet Ganoderma och familjen Ganodermataceae.   Inga underarter finns listade i Catalogue of Life.